# Estêvão da Gama (1430-1497)
Estêvão da Gama (c. 1430 - julio de 1497) fue un caballero portugués, padre del navegante Vasco da Gama.

## Biografía
Era el mayor de los cuatro hijos del también llamado Vasco da Gama, que vivió en Olivenza, y de Teresa da Silva.
En los años 1460 Estêvão da Gama estuvo al servicio de la casa del duque de Viseu, Fernando de Portugal. Disfrazado de mercader se infiltró en la ciudad marroquí de Anafé (actual Casablanca), deambulando por sus calles como vendedor de higos del Algarve. Los informes que recogió contribuyeron al éxito de la empresa militar que el infante Fernando llevó a cabo en 1468.
Fue recompensado por sus trabajos a la casa del infante con su nombramiento como alcalde de Sines y con una serie de pequeñas rentas procedentes de los impuestos sobre la producción de jabón en Estremoz, Sousel y Fronteira. Estêvão acumuló una serie de derechos en Sines y en sus alrededores (especialmente en Colos). En 1478 fue reemplazado como alcalde de Sines, pero la Orden de Santiago le otorgó la recaudación de sus impuestos en la zona, y por aquel entonces fue nombrado comendador de la orden en Cercal do Alentejo. Hacia 1481 Estêvão ya había ascendido en la jerarquía de la orden.
Se casó con Isabel Sodré, hija de João Sodré, también conocido como João de Resende. La familia Sodré era descendiente de Frederick Sudley, un caballero inglés que había llegado a finales del siglo XIV a Portugal participando con Edmundo de Langley en la Tercera Guerra Fernandina. Del matrimonio con Isabel Estêvão tuvo a cinco hijos: Paulo da Gama, João Sodré (que tomó el apellido materno), Vasco da Gama (que capitaneó la primera expedición a la India), Pedro da Gama, Aires da Gama, y una hija: Teresa da Gama. Además, Estêvão había tenido a otro hijo de una relación anterior antes de casarse llamado también, de forma confusa, Vasco da Gama.
En un principio el rey Juan II de Portugal había pensado en Estêvão da Gama para poner al frente de la expedición que pretendía enviar a la India, pero debido a su fallecimiento, en julio de 1497, fue sustituido por su hijo Vasco da Gama para realizar el viaje.